# Cugliate-Fabiasco
Cugliate-Fabiasco es una localidad y comune italiana de la provincia de Varese, región de Lombardía, con 3.070 habitantes.

## Evolución demográfica
| Gráfica de evolución demográfica de Cugliate-Fabiasco entre 1861 y 2001 |
|                                                                         |
| Fuente ISTAT - elaboración gráfica de Wikipedia                         |